# Юшкино
Ю́шкино — деревня в Гдовском районе Псковской области России. 
Административный центр Юшкинской волости.
Расположена на западе района, в 10 км к югу от Гдова.

## Население
| 2001 | 2002 | 2010 |
| ---- | ---- | ---- |
| 83   | ↘52  | ↘44  |

Численность населения деревни по оценке на 2000 год составляет 83 жителя.